# Cameleon (software)
Cameleon (live broadcaster) este un software live video streaming,, aplicatie pt. iOS si o platforma pentru difuzare on-line (live video broadcasting) catre Facebook si YouTube. Utilizand una sau mai multe camere, USB camera, Webcam, GoPro, CCTV, IP camera si un computer. Serviciile oferite de platforma sunt disponibile public si gratuit, aplicatiile fiind gratuite ori suportate de donatii . Aplicatiile si platforma Cameleon ofera o alternativa gratuita pentru serviciile  Periscope, Facebook Live, YouTube Live, Livestream, etc. Platformele suportate (platforma) includ: YouTube Live, Facebook Live, Tumblr, RTSP, RTMP, Wowza Streaming Engine, Adobe Flash Media Server si diferite servere Media server.

## Aplicatie Windows / Mac
Cameleon pentru Mac (OS X / macOS) este aplicatia populara de live streaming a companiei care a fost lansat de curand pe platforma Windows si telefoanele iPhone / Android. Aplicatia ofera camere incorporate, prin USB si Wi-Fi, HD live streaming cu pana la 6 camere connectate.

## Servicii Cloud
Serviciile spycam.io ale platformei Cameleon, au fost oprite in anul 2014 si sunt accesibile numai pentru clentii existenti.

## Domenii .live populare
Cameleon este una dintre cele mai populare domenii .live, notate in mai multe publicatiiisi analize online. Este si una dintre primele domenii .live inregistrate si lansate impreuna cu un serviciu popular pe .live TLD

## Vezi si
- Bambuser
- Bcast.com
- BlogTV
- Broadcasting
- DaCast
- Evntlive
- Facebook Live
- Google Hangouts
- FORA.tv
- Internet television
- Justin.tv
- Lifecasting
- Livestream
- Meerkat (app)
- Niconico
- ooVoo
- Periscope (app)
- Snapchat Live
- Social network
- Spreecast
- Stickam
- Streaming media
- Streamup
- Tinychat
- TwitCasting
- Twitch
- Ustream
- Vokle
- Webcam
- YouNow
- YouTube Live
- YY

## References
1. 1 2 3 4 5 6 7 8  yatko.com, Live Streaming Apps | Facebook & YouTube Live (în engleză), Live Streaming App & Software
2. 1 2  https://www.crunchbase.com/product/live-streaming-cameleon#/entity
3. ↑  „copie arhivă”. Arhivat din original la 14 ianuarie 2018. Accesat în 18 noiembrie 2016.
4. ↑  Crunchbase: Discover innovative companies and the people behind them (în engleză), Crunchbase
5. ↑  CAMELEON Trademark of Venczel, Kalman Serial Number: 87115887 :: Trademarkia Trademarks (în engleză), trademark.trademarkia.com
6. ↑  „copie arhivă”. Arhivat din original la 13 ianuarie 2018. Accesat în 18 noiembrie 2016.
7. 1 2  López, José María (20 octombrie 2016), La vida en directo: apps móviles de livestreaming (în spaniolă), Hipertextual
8. ↑  ‎Live Streaming Apps (în engleză), App Store
9. ↑  Broadcast Solutions – IP Traffic Cameras (în engleză), HRS Control
10. ↑  Live Streaming | Facebook, www.facebook.com
11. ↑  Cameleon - YouTube, www.youtube.com
12. ↑  „copie arhivă”. Arhivat din original la 16 noiembrie 2016. Accesat în 18 noiembrie 2016.
13. 1 2 3  „copie arhivă”. Arhivat din original la 22 decembrie 2016. Accesat în 18 noiembrie 2016.
14. ↑  6+ Best Live Broadcast Software Free Download for Windows, Mac, Android | DownloadCloud, www.downloadcloud.com, arhivat din original la 13 ianuarie 2018, accesat în 18 noiembrie 2016
15. ↑  Cameleon.live Alternatives: Top 10 Video Streaming Apps (în engleză), AlternativeTo
16. ↑  Facebook Live & YouTube Live Streaming app Cameleon 2.0 (în engleză), Kickstarter, 14 decembrie 2017
17. 1 2  Cameleon ► Your Live Video Channel (în engleză), Kickstarter, 14 decembrie 2017
18. ↑  Ltd, Rightside Group (27 ianuarie 2016), Live Streaming and Entertainment Community Embrace New .LIVE Domain Extension for a More Memorable URL to Drive Engagement (în engleză), GlobeNewswire News Room
19. ↑  domainingtoolkit.com, www.domainingtoolkit.com, arhivat din original la 26 noiembrie 2016, accesat în 18 noiembrie 2016

[[Category:Free software